# Jüe (jazyk)
Jüe je čínský jazyk, kterým se mluví v jižní Číně, a to především v provinciích Kuang-tung a Kuang-si. Často je nazýván také jako kantonština, ale lingvisté pojem kantonština používají v užším smyslu, a to pro ten dialekt jüe, kterým se mluví ve městě Kanton, v Hongkongu a Macau (rozšíření v těchto důležitých městech mu přineslo velké rozšíření v médiích a pozici prestižního dialektu).
Některé dialekty jüe jsou velmi rozšířeny mezi čínskými emigranty v zahraničí. Jedná se především o kantonštinu a tchajšanštinu. Tchajšanština je dialektem z okolí města Tchaj-šan, odkud ve 2. polovině 19. století mnoho obyvatel emigrovalo do severní Ameriky. Proto byla tchajšanština až do 70. let 20. století nejpoužívanějším jazykem v amerických chinatownech.
Jüe patří k nejkonzervativnějším čínským jazykům co se týče zachování finál a tónů ze staré čínštiny, naopak změnou prošly iniciály a mediály, které v ostatních čínských jazycích zůstaly zachovány.

## Historie
Oblast provincií Kuang-tung a Kuang-si byla původně obývána uskupením nečínských kmenů Číňany zvaným Paj-jüe. Migrace Číňanů do oblasti začala po dobytí dynastií Čchin a probíhala především po řece Siang-ťiang, kterou Čchinové propojili průplavem s řekou Li-ťiang a odtud s údolím řeky Si-ťiang. Sekundární trasa vedla přes řeky Kan-ťiang a Pej-ťiang do východního Kuang-tungu. Později oblast osídlili také mluvčí hakky, kteří přišli druhou trasou přes Pej-ťiang, a mluvčí min, kteří přišli po moři.
Protože se čínští osadníci smísili s původními obyvateli, jsou mluvčí jüe potomky obou skupin. Jüe proto také byla ovlivněna těmito nečínskými jazyky, má například mnoho společných prvků s tajskými jazyky, kterými v oblasti dosud mluví např. Čuangové.
Důležitost jüe byla předurčena jeho polohou. Leží na samém jihu Číny, odkud probíhala většina námořního obchodu se zahraničím, protože lodě neměly důvod plavit se dál na sever podél čínského pobřeží. Brzy nabylo na důležitosti město Kanton, kam připlouvaly lodě až z Arábie a posléze i z Evropy. Poté, co Britové v roce 1842 získali Hongkong, byl osídlen obyvateli právě z Kantonu, takže obyvatelé Hongkongu také mluví kantonsky. Díky ekonomickému rozkvětu Hongkongu pod britskou správou kantonština získala velký kulturní význam v rámci Číny i v dalších asijských zemích – točí se v ní mnoho filmů a zpívá popová hudba (tzv. Cantopop).

## Dialekty

Podskupiny jazyků jüe a pching-chua podle Jazykového atlasu Číny.
Jüe:
Kuang-fu
Kou–Lou
Jung–Sün
S’-i
Kao–Jang
Wu–Chua
Čchin–Lien
Pching-chua:
Kuej-pej (severní pching-chua)
Kuej-nan (jižní pching-chua)

Jazykový atlas Číny (Language Atlas of China) rozlišuje 7 hlavních podskupin, přičemž jako samostatný jazyk vyděluje pching-chua, která byla dříve spojována s jüe. I tak si ale nejsou všechny dialekty jüe vzájemně srozumitelné.
Tři podskupiny se nacházejí v povodí Perlové řeky:
- Podskupina Kuang-fu (Guangfu) zahrnuje kantonštinu, kterou se mluví v Kantonu, Hongkongu a Macau, ale také některé menší dialekty, např. měst Čung-šan, Čao-čching, Wu-čou či Šen-čen.
- Podskupina Kou–Lou (Gou–Lou) se používá ve vnitrozemí západního Kuang-tungu a východního Kuang-si a zahrnuje dialekt města Jü-lin.
- Podskupina Jung–Sün (Yong–Xun) se používá především v údolí Jung–Jü–Sün v Kuang-si včetně hlavního města Nan-ningu.

Čtyři zbývající podskupiny se nacházejí v pobřežních oblastech:
- Podskupina S’-i (Siyi) se používá v pobřežní prefektuře Ťiang-men jihozápadně od Kantonu. Zahrnuje tchajšanštinu okolo města Tchaj-šan.
- Podskupina Kao–Jang (Gao–Yang) se používá v jihozápadním Kuang-tungu, např. ve městech Jang-ťiang a Lien-ťiang.
- Podskupina Wu–Chua (Wu–Hua) – západní Kuang-tung.
- Podskupina Čchin–Lien (Qin–Lian) – jižní Kuang-si – prefektury Pej-chaj, Čchin-čou a Fang-čcheng-kang.